# Kaya Bayram
Kaya Bayram (* 23. Februar 2004) ist ein deutscher Basketballspieler.

## Werdegang
Bayram wurde zunächst in der Jugendabteilung des Friedenauer TSC, dann von Alba Berlin ausgebildet. 2022 wurde er deutscher U19-Meister.
Im Sommer 2022 wechselte Bayram zum SC Rasta Vechta, um in der NBBL sowie für die zweite Herrenmannschaft der Niedersachsen in der 2. Bundesliga ProB zu spielen. Des Weiteren stieß er zum erweiterten Aufgebot Vechtas für die 2. Bundesliga ProA. Am ersten Spieltag der Saison 2022/23 wurde er von Vechtas Trainer Ty Harrelson erstmals in der 2. Bundesliga ProA zum Einsatz gebracht. Mit der ersten Vechtaer Mannschaft schaffte er als Zweitligameister 2023 den Bundesliga-Aufstieg und mit Vechta II im selben Jahr den Aufstieg in die 2. Bundesliga ProA.